# Ramin Assadollahi
Ramin Assadollahi (* 12. Oktober 1973 in Teheran) ist ein deutscher Computerlinguist, klinischer Psychologe sowie Unternehmer und Erfinder. Wichtig sind insbesondere seine Patente im Bereich der maschinellen Sprachverarbeitung. Er ist u. a. einer der Erfinder der „Next-Word-Prediction“ (Nächstes-Wort-Vorschlag), einer Weiterentwicklung der Autovervollständigung von Wörtern bei Computereingaben, die heute weltweit in allen gängigen Mobilgeräten Verbreitung gefunden hat.

## Akademische Ausbildung
Assadollahi hat maschinelle Sprachverarbeitung am IMS der Universität Stuttgart studiert. Zusammen mit anderen Studenten etablierte er 1997 die Möglichkeit, an der Universität Tübingen das Nebenfach „Kognitive Neurowissenschaften“ zu studieren, wo er auch seinem späteren Doktorvater Friedemann Pulvermüller begegnete. Während seiner Studienarbeit am Department of Phonetics des University College London arbeitete er an alternativen Spracherkennungsmethoden. Magnetenzephalographische Hirnantworten mit Neuronalen Netzen zu klassifizieren beschrieb den Übergang in die Hirnforschung. Er promovierte in der Klinischen Psychologie an der Universität Konstanz und am Medical Research Council der Universität Cambridge, wobei sein Hauptaugenmerk auf der visuellen Verarbeitung von Sprache lag. Als Postdoktorand forschte er im Sonderforschungsbereich 471 „Variation und Entwicklung im Lexikon“ geleitet durch Aditi Lahiri im Projekt D4 über die Repräsentation des Lexikons in der Großhirnrinde.

## Leistungen
Im Jahr 2000 gründete Assadollahi die ExB Labs GmbH als Innovations-Labor für sprachverarbeitende Software-Produkte. Seine frühen Forschungen und Erfindungen mündeten in der weltweit ersten Next-Word-Prediction-Software (für 72 Sprachen), die er 2010 mit den zugehörigen Patenten an den damaligen Marktführer Nokia verkaufte. Er beschäftigte sich danach mit der Entwicklung neuartiger Bedienoberflächen und dazugehöriger semantischer Modellierung auf mobilen Geräten. Seit 2014 konzentriert sich Assadollahi auf textuelle und visuelle Big-Data-Analyse mittels künstlicher Intelligenz in der medizinischen Wirkstoffforschung und bei Gesundheitsdienstleistern, in der Automobilbranche sowie der Finanz- und Versicherungsbranche.

## Publikationen
Assadollahi ist Autor zahlreicher Forschungsarbeiten im Bereich Semantik, Linguistik, Natural language processing (NLP) und Neurowissenschaften.